# Kostel svatého Štěpána (Troyes)
Kostel svatého Štěpána v Troyes býval kolegiátní kostel v Troyes, založený roku 1157 Jindřichem ze Champagne jako součást hraběcího palácového komplexu. Byl zamýšlen jako nekropole hrabat ze Champagne a k jeho dokončení došlo zřejmě roku 1174. Po celou dobu existence dynastie místní kanovníci získávali bohaté dary. Obě stavby, kostel i palác, byly zničeny během francouzské revoluce a náhrobky fundátora Jindřicha a jeho syna Theobalda byly roztaveny.